# Facundo Andújar
Facundo Alfonso Andújar (Villa Lugano, Ciudad Autónoma de Buenos Aires, Argentina) es un exfutbolista profesional. Jugaba de arquero y su último equipo fue Almirante Brown
Realizó las inferiores en Club Atlético Huracán, pero se decantó por Estudiantes de La Plata por recomendación de su hermano Mariano Andújar, arquero campeón con el club. Fue preseleccionado en las categorías Sub-15 y Sub-17 de la Selección Argentina.
Luego, continuaría su carrera en el ascenso de su mismo país, teniendo un paso por Deportivo Español, en el que jugó 19 partidos y recibiria la única amonestación en su carrera profesional.
En 2019, llegaría a Club Almirante Brown, en donde solo jugó 5 partidos en el equipo de Zona Oeste.
Anunciaría su retiro del futbol a finales del 2020.

## Clubes
| Club                    | País      | Año       |
| ----------------------- | --------- | --------- |
| Estudiantes de la Plata | Argentina | 2016-2017 |
| Deportivo Español       | Argentina | 2018-2019 |
| Almirante Brown         | Argentina | 2019-2020 |